# مونرو (فیلم ۱۸۹۶)
مونرو (به انگلیسی: The Monroe Doctrine) از فیلم‌های پروپاگاندای آمریکایی است که در ونزوئلا و در سال ۱۸۹۶ ساخته شد. این فیلم نخستین اثر فیلمبرداری شده در ونزوئلا است.